# Eugene Bookhammer
Eugene Bookhammer (* 14. Juni 1918 bei Lewes, Delaware; † 23. Februar 2013 ebenda) war ein US-amerikanischer Politiker. Zwischen 1969 und 1977 war er Vizegouverneur des Bundesstaates Delaware.

## Werdegang
Eugene Bookhammer wurde als letztes von zehn Kindern des Ehepaars William und Winifred Bookhammer auf deren Farm im Sussex County geboren. Im Jahr 1936 absolvierte er die Lewes High School. Danach betrieb er eine Sägemühle. Während des Zweiten Weltkrieges diente er in der United States Army. Dabei wurde er in Europa eingesetzt. Für seine militärischen Leistungen wurde er mit dem Purple Heart und dem Bronze Star ausgezeichnet. Nach dem Krieg setzte er seine Arbeit in seinem Sägemühlenbetrieb fort.
Politisch schloss er sich der Republikanischen Partei an. Er war Delegierter bzw. Ersatzdelegierter zu drei Republican National Conventions. 1962 zog er in den Senat von Delaware ein. Im Jahr 1968 wurde Bookhammer an der Seite von Russell W. Peterson zum Vizegouverneur von Delaware gewählt. Dieses Amt bekleidete er zwischen 1969 und 1977. Dabei war er Stellvertreter des Gouverneurs und Vorsitzender des Staatssenats. Seit 1973 diente er unter dem neuen Gouverneur Sherman W. Tribbitt.
Eugene Brookhammer war Mitglied zahlreicher Organisationen und Vereinigungen. Im Jahr 2009 schrieb er zusammen mit dem Co-Autor Richard Carter ein Buch mit dem Titel Gene Bookhammer and His World. Seit 1942 war er mit Mary Catherine (Kitty) Williams verheiratet. Er starb am 23. Februar 2013 in Lewes im Alter von 94 Jahren.